# آئودی ای۱

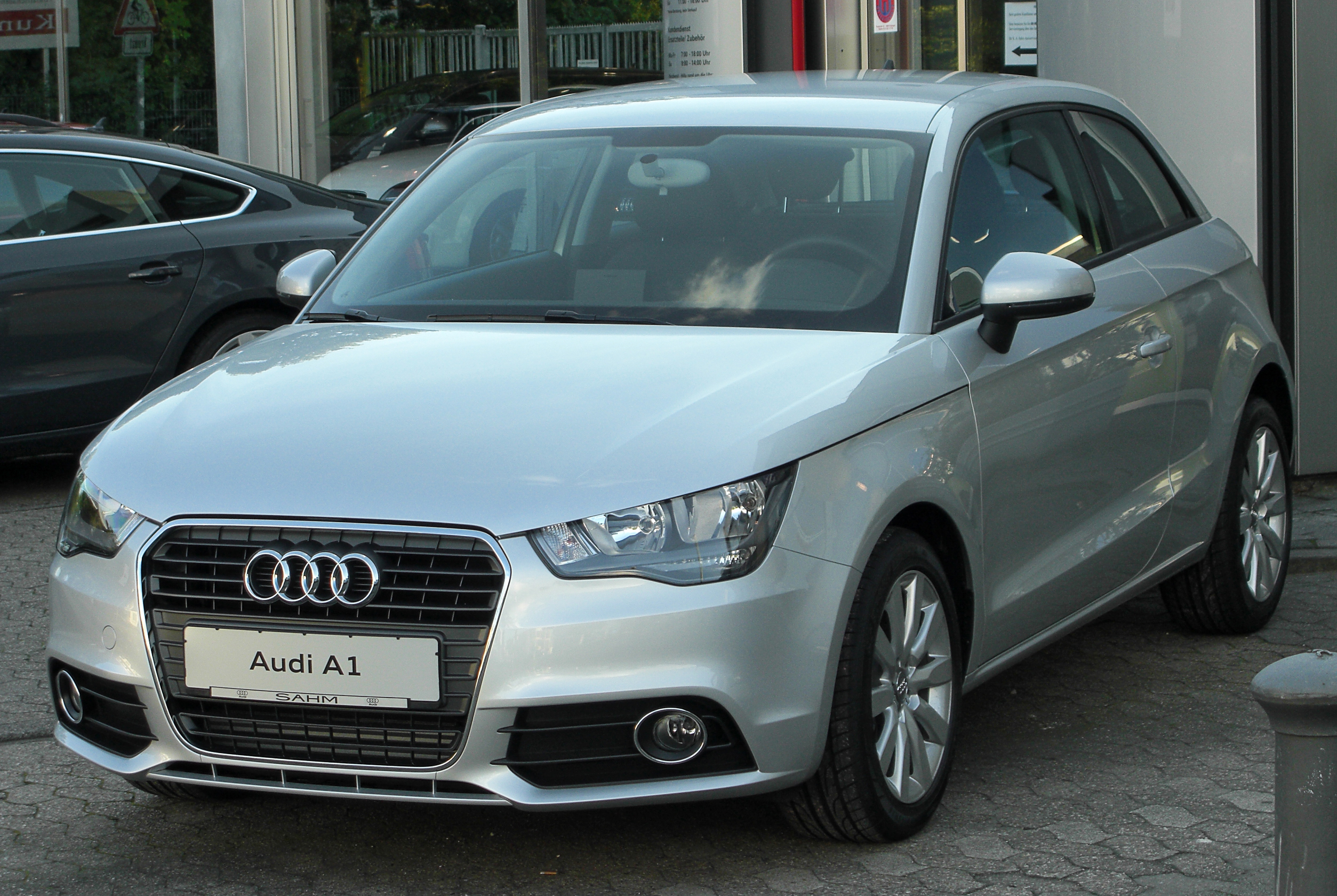

آئودی ای۱ (Audi A۱) خودرویی است که در سال‌های ۲۰۱۰ تا اکنون در بلژیک تولید شده‌است. است. سیستم جعبه‌دندهٔ آن ۷ دنده به صورت دستی است.